# Golodirsén
Golordisén es un medicamento indicado en el tratamiento de determinados casos de distrofia muscular de Duchenne. Es un oligonucleótido antisentido. Solo es eficaz cuando existe una mutación confirmada del gen de la distrofina que afecta al exón 53. Se estima que únicamente el 8 por ciento de los pacientes con distrofia muscular de Duchenne tienen este tipo de mutación.